# ポルトマリン

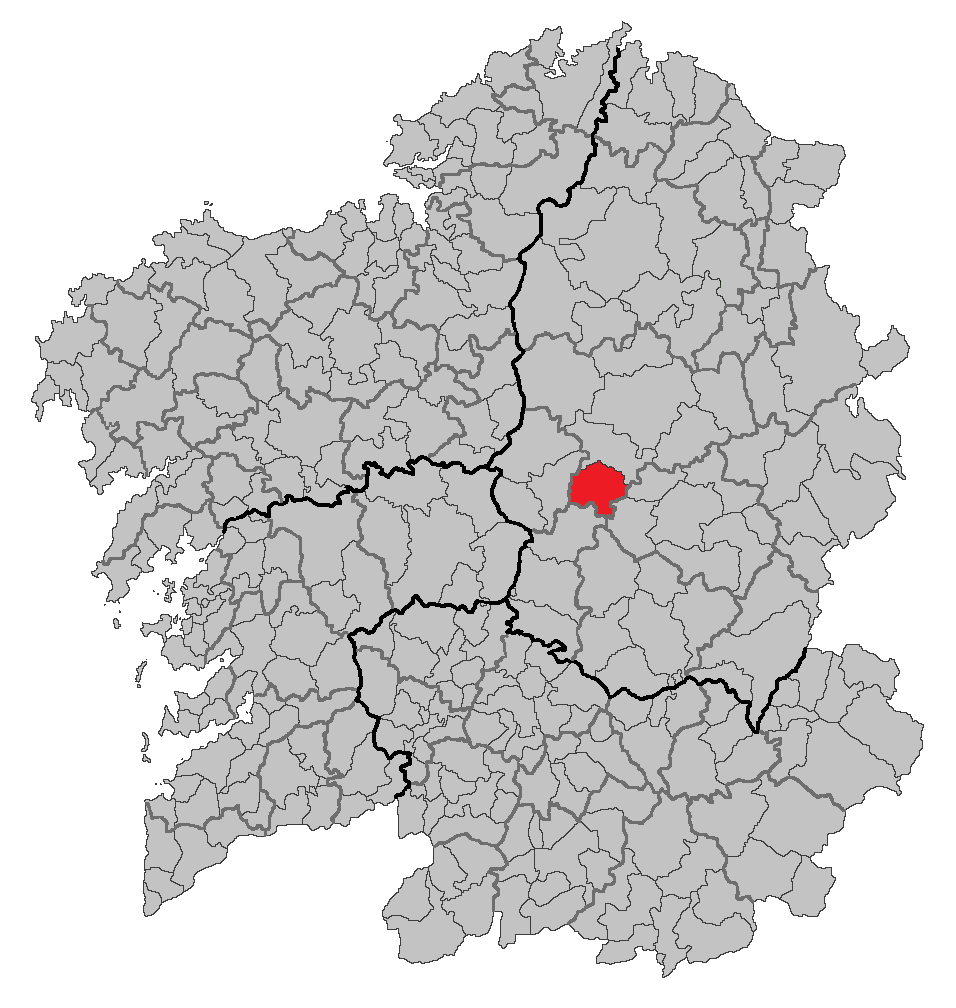

ポルトマリン（Portomarín）は、スペイン、ガリシア州、ルーゴ県の自治体。コマルカ・デ・ルーゴに属し、リベイラ・サクラ地区を構成する自治体でもある。ガリシア統計局によれば、2012年の人口は1,690人（2009年：1,796人）。住民呼称は、男女同形でportomarinense。カスティーリャ語表記はPuertomarín（プエルトマリン）。
ガリシア語話者の自治体住民に占める割合は99.54%（2001年）。

## 地理
ポルトマリンはルーゴ県の西南部に位置し、コマルカ･デ･ルーゴに属する。隣接する自治体は、北がグンティン、東がオ・パラモとパラデーラ、南がタボアーダ、西がモンテローソで、自治体の中心はサン・ニコラーオ・デ・ポルトマリン教区のポルトマリン地区。
ポルトマリンはチャンターダ司法管轄区に属する。

### 人口
| ポルトマリンの人口推移 1900－2010                       |
|                                                         |
| 出典:INE（スペイン国立統計局）1900年 - 1991年、1996年 - |

## 歴史

### 先史時代
自治体内には、カトロマイヨールのカストロ、ビーレスのカストロ、ベドロのカストロ、カストロロブリシェ、ビラのカストロ、ソエンガスのカストロなどのカストロや古墳が残されている。

### ローマ時代
この地区において、ローマ人によってミーニョ川の最初の港として建設されたのは、紀元2世紀のことであった。792年にはPortumariniとして、記録されている。

## 政治
自治体首長はガリシア国民党（PPdeG）のフアン・カルロス・セラーノ・ロペス（Juan Carlos Serrano López）、自治体評議員は、ガリシア国民党）：5、ガリシア社会党（PSdeG-PSOE）：3、ガリシア民族主義ブロック（BNG）：1となっている（2011年5月22日の自治体選挙結果、得票順）。
| 1999年6月13日自治体選挙 |        |        |          |
| 政党                    | 得票数 | 得票率 | 獲得議席 |
| PPdeG                   | 854    | 64.07% | 8        |
| BNG                     | 377    | 28.28% | 3        |
| PSdeG-PSOE              | 82     | 6.15%  | 0        |

| 2003年5月25日自治体選挙 |        |        |          |
| 政党                    | 得票数 | 得票率 | 獲得議席 |
| PPdeG                   | 824    | 61.31% | 7        |
| PSdeG-PSOE              | 262    | 19.49% | 2        |
| BNG                     | 250    | 18.60% | 2        |

| 2007年5月27日自治体選挙 |        |        |          |
| 政党                    | 得票数 | 得票率 | 獲得議席 |
| PPdeG                   | 646    | 46.54% | 4        |
| PSdeG-PSOE              | 433    | 31.20% | 3        |
| BNG                     | 297    | 21.40% | 2        |

| 2011年5月22日自治体選挙 |        |        |          |
| 政党                    | 得票数 | 得票率 | 獲得議席 |
| PPdeG                   | 593    | 45.62% | 5        |
| PSdeG-PSOE              | 446    | 34.31% | 3        |
| BNG                     | 146    | 11.23% | 1        |
| IG                      | 104    | 8.00%  | 0        |

## 史跡・名所
- サン・ショアン教会 - 今日、サン・ニコラス教会と呼ばれているサン・ショアン教会は12世紀から13世紀にかけての建造で、サンティアゴ巡礼路にあるロマネスク教会。

## 教区
ポルトマリンは20の教区に分けられている。太字は自治体中心地区のある教区。
- バグーデ（サン・バルトロメウ）
- カボレセージェ（サン・シュリアン）
- オ・カストロ・デ・ソエンガス（サン・マルティーニョ）
- カストロマイヨール（サンタ・マリーア）
- コルタペサス（サンタ・マリーア）
- フィス・デ・ロサス（サン・ロウレンソ）
- ゴンサール（サンタ・マリーア）
- レオン（サン・マルティーニョ）
- ナロン（サンタ・マリーア）
- ネスペレイラ（サン・シブラーオ）
- ポルトマリン（サン・ニコラーオ）
- ポルトマリン（サン・ペドロ）
- レセージェ（サン・ペドロ）
- サバデージェ（サン・サルバドール）
- サン・マメーデ・デ・ベラス（サン・マメーデ）
- サン・マメーデ・デ・リオ（サン・マメーデ）
- ソエンガス（サンティアーゴ）
- ベドロ（サン・マルティーニョ）
- ビラルバシン（サン・ペドロ）
- ビラシュステ（サン・ペドロ）